# وویچیخ وویداک
وویچیخ وویداک (انگلیسی: Wojciech Wojdak؛ زادهٔ ۱۳ مارس ۱۹۹۶) ورزشکار ورزش شنا اهل لهستان است.
وی در مسابقات کشوری و بین‌المللی در مجموع برندهٔ ۱ مدال نقره، ۱ مدال برنز شده‌است.